# Миура, Кэйко
Кэйко Миура (яп. 三浦 恵子, род. 16 марта 1975, Гифу) — японская хоккеистка (хоккей на траве), полевой игрок. Участница летних Олимпийских игр 2004 и 2008 годов, чемпионка Азии 2007 года, серебряный призёр летних Азиатских игр 2006 года, двукратный бронзовый призёр летних Азиатских игр 2002 и 2010 годов.

## Биография
Кэйко Миура родилась 16 марта 1975 года в японском городе Гифу.
Начала заниматься хоккеем на траве, учась в средней школе Гифу. Впоследствии училась в университете Токай Гакуин, выступала за его команду. После окончания вуза играла за «Голдвин», в составе которого выигрывала чемпионат Японии, а также «Гифт» и «Сони Бравия» из Итиномии.
В 2004 году вошла в состав женской сборной Японии по хоккею на траве на летних Олимпийских играх в Афинах, занявшей 8-е место. Играла в поле, провела 6 матчей, забила 1 мяч в ворота сборной Южной Кореи.
В 2007 году завоевала золотую медаль чемпионата Азии в Гонконге. Забила 6 мячей, в том числе единственный с игры в финальном матче против сборной Южной Кореи (1:1, пен. 7:6).
В 2008 году вошла в состав женской сборной Японии по хоккею на траве на летних Олимпийских играх в Пекине, занявшей 10-е место. Играла в поле, провела 6 матчей, забила 2 мяча (по одному в ворота сборных Великобритании и Аргентины).
Трижды выигрывала медали хоккейных турниров летних Азиатских игр: серебро в 2006 году в Дохе, бронзу в 2002 году в Пусане и в 2010 году в Гуанчжоу.
Специализировалась на исполненни штрафных угловых.
По окончании игровой карьеры стала тренером. В 2016 году входила в тренерский штаб женской сборной Японии на летних Олимпийских играх в Рио-де-Жанейро.